# Fichamento bibliográfico
O fichamento bibliográfico é o resumo, resenha crítica ou comentada das ideias principais
abordadas por determinada obra, podendo ser feito em uma ficha ou folha de papel, em um arquivo de computador ou em uma base de dados, facilitando a procura de um determinado assunto.
As fichas possuem tamanho internacionalmente padronizados: Pequeno: 7,5 x 12,5 cm Médio: 10,5 x 15,5 cm Grande: 12,5 x 20,5 cm. Devem conter o nome do autor (na chamada), o título da obra, edição, local de publicação, editora, ano da publicação, número do volume se houver mais de um e número de páginas. E no corpo do texto, um resumo sobre o assunto do livro ou do artigo, incluindo detalhes importantes sobre o tema tratado que possam ajudar ao pesquisador em sua tarefa de pesquisa, seja em que nível for.